# Dániel Kiss
Dániel Kiss (* 12. února 1982, Budapešť) je maďarský atlet, jehož specializací jsou krátké překážkové běhy.
V roce 2006 na mistrovství Evropy ve švédském Göteborgu doběhl ve finále běhu na 110 metrů překážek na sedmém místě. Reprezentoval na letních olympijských hrách 2008 v Pekingu, kde skončila jeho cesta ve čtvrtfinálovém běhu. Na MS v atletice 2009 v Berlíně se umístil v semifinále časem 13,45 s na celkovém 12. místě a do finále nepostoupil. V roce 2010 skončil na halovém MS v katarském Dauhá v běhu na 60 metrů překážek na posledním, osmém místě. Největší úspěch své kariéry zaznamenal na mistrovství Evropy v Barceloně, kde vybojoval časem 13,39 s bronzovou medaili.